# أحداث الاتحادية

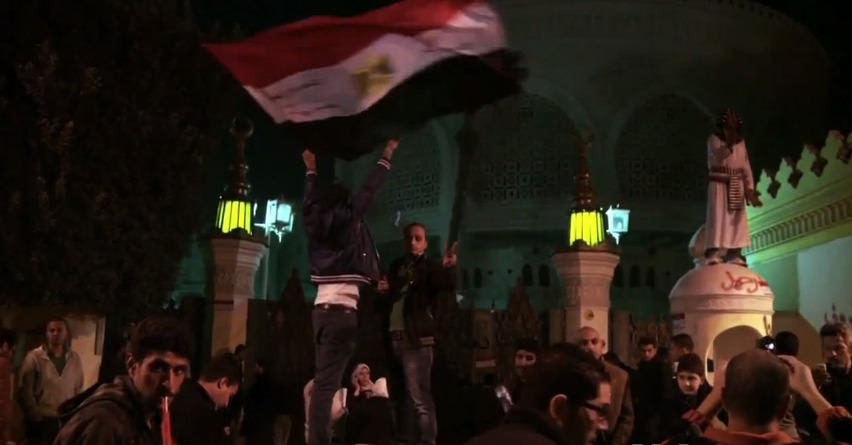

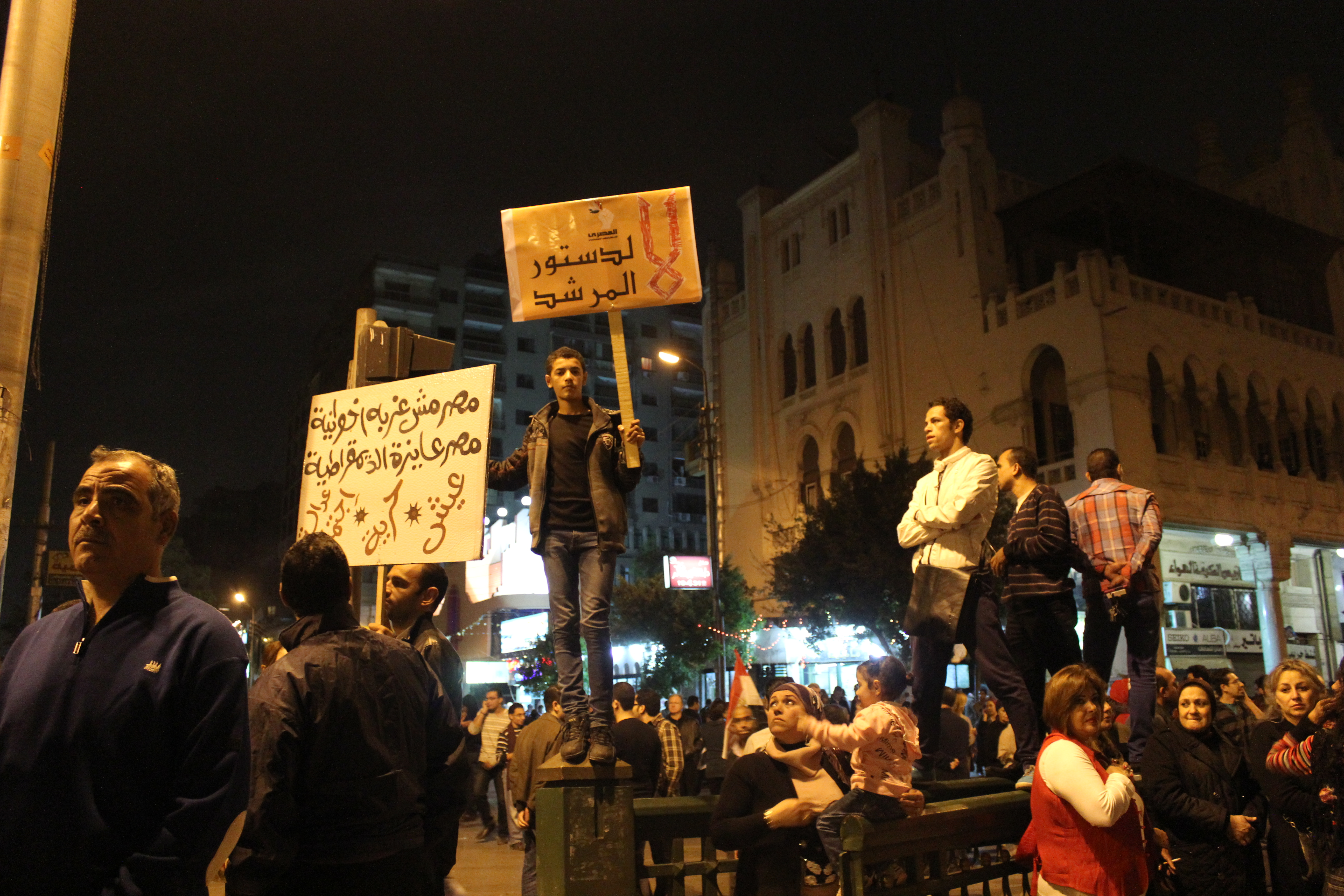
متظاهرون معارضون للإعلان الدستوري أمام القصر الرئاسي (الاتحادية)

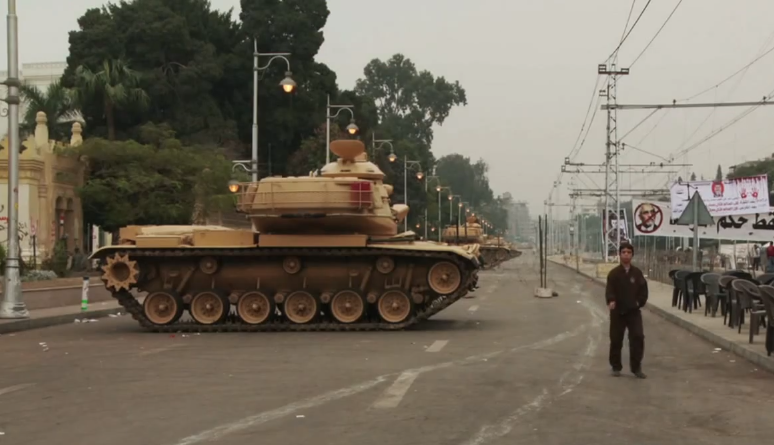
الحرس الجمهوري دفع بقواته إلى محيط القصر عقب سقوط قتلى في الأحداث

أحداث الاتحادية 2012 هي أزمة وقعت بين تحالف قوى معارضة، بزعامة محمد البرادعي وحمدين صباحي وعمرو موسى من جهة، ومؤيدي الرئيس المصري آنذاك محمد مرسي من جهة أخرى، بعدما أصدر مرسي الإعلان الدستوري المكمل في نوفمبر 2012، فدعت المعارضة أنصارها للخروج إلى الشارع والاعتصام، فتحرك الآلاف من أنصارها باتجاه قصر الاتحادية الرئاسي وتظاهروا في محيطه ورددوا هتافات طالت الرئيس ومشروع الدستور الجديد. وكذلك فعل أنصار الرئيس، فتوجهوا إلى الاتحادية وحدث اشتباك بينهم.

## المتهمون بالضلوع في الأحداث
باشرت نيابة مصر الجديدة التحقيق مع 4 متهمين مسجلين خطر، وأفادت تحريات المباحث الجنائية شيوع الاتهام بين المتواجدين في محيط قصر الاتحادية ليلة الاشتباكات فأصدرت النيابة قرارًا بإخلاء سبيل جميع المتهمين عدا أربعة منهم. وتضاربت الاتهامات حول تلقي المتهمين أموالا للاعتداء على المتظاهرين، إلا أنهم أنكروا ذلك.

## المخططون للاشتباكات
قبل الاشتباكات اعتصم مجموعة من المعارضة في خيام عند جدران قصر الاتحادية، ثم جاء مؤيدون بحجة الدفاع عن القصر من هجوم وشيك عليه، وفضوا الاعتصام، وتلا ذلك بساعات عنف تختلف الروايات حوله:
- حسب المؤيدين للإعلان الدستوري: قام مجموعة من فلول النظام السابق مع مرشحي الرئاسة الساقطين بمحاولة الخروج على الشرعية والرئيس المنتخب وإعلان مجلس رئاسي، ويقولون أن المعارضون انسحبوا بعد إخلاء الاعتصام وجاء بلطجية مأجورون مجهولو الهوية اتضح أنهم ممولين من فلول النظام السابق.
- حسب المعارضين للإعلان الدستوري: حشد الإخوان المسلمون وحزب الحرية والعدالة أنصارهم وهاجموا المعتصمين أمام قصر الاتحادية في حوالي الرابعة عصرا وذلك سبب العنف، مبررين هجومهم لرفضهم الاعتراض والاعتصام على رئيس شرعي منتخب للبلاد.
- حسب رواية أهالي القتلى من الإخوان المسلمين أنه لم يسقط قتلى حسب علمهم من المعارضين في الاشتباكات وأنه قد سقط قتلى في صفوف الإخوان المسلمين منهم ابن مسئول في حزب الحرية والعدالة بأعيرة نارية وطلق خرطوش، ويتهمون فلول الحزب الوطني الذين تحالفت معهم قوى المعارضة باستئجار بلطجية مسلحين وقناصة وأنه قبض على بعض منهم.[6]

## ما بعد الأحداث
شهد ميدان التحرير صباح يوم الخميس السادس من ديسمبر توافد عشرات المتظاهرين احتجاجا على فض اعتصام المعارضين للقرارات الأخيرة لرئيس الجمهورية الدكتور محمد مرسي أمام قصر الاتحادية. ونظم المتظاهرون مسيرة طافت مختلف أرجاء الميدان مرددين الهتافات ضد رئيس الجمهورية وجماعة الإخوان المسلمين.
وأعلنت ساقية عبد المنعم الصاوي عن وقف جميع أنشطتها وفعالياتها بدءً من ذلك اليوم، وذلك نظراً لما حدث من تعدى على المتظاهرين السلميين. تظاهر الآلاف من المواطنين في ميدان التحرير يوم الجمعة السابع من ديسمبر ضمن ما سموة مليونية الكارت الأحمر، المطالبة برحيل الدكتور محمد مرسي رئيس الجمهورية، وإسقاط الاستفتاء على الدستور الذي أعدته اللجنة التأسيسية، والإعلان الدستوري الذي أصدره الرئيس. ونظموا مسيرة من ميدان التحرير إلى قصر الاتحادية تحت شعار «الشعب يريد إسقاط النظام»، في الوقت الذي زار فيه حمدين صباحي مؤسس التيار الشعبي ميدان التحرير وسط تكثيف أمني للجان الشعبية على المداخل تحسباً لأي هجمات مضادة من الإخوان المسلمين لفض الاعتصام.

## ردود الأفعال

### ردود الفعل العالمية والدولية
علق الكاتب الإسباني ريكاردو جونزاليس بصحيفة الباييس على المظاهرات المعارضة للاستفتاء على دستور جديد قائلا: «إن الاستقطاب السياسي المتنامي في مصر بسبب القرارات الأخيرة والمثيرة للجدل للرئيس الإسلامي محمد مرسي بإجراء استفتاء حول دستور جديد عارضه ملايين من المصريين، يهدد بتحول مصر إلى» حمام دماء«في الوقت الذي من المفترض أنها في طريقها للديمقراطية».
بثت قناتا «ايه ار ديه» و«زد دي اف» الالمانيتين تقريرا من داخل الشارع المصري وقالت انه حتى فجر اليوم مازال العنف يسود الشوارع المصرية.
واضافت ان التراس الاهلى من هتفوا ضد مبارك هم الآن من يهتفون ضد مرسى[ ؟ ] ويواجهون العنف الاسلامي الذي توجه إلى قصر الاتحادية لفض الاعتصام السلمي بالقوة وبالحجارة والعصى وبالسلاح الحي احيانا.
نشرت صحيفة يديعوت أحرونوت الإسرائيلية إنه على الرغم من اندلاع أخطر أزمة في مصر منذ توليه رئاسة البلاد، لم يظهر محمد مرسي أي علامات على الاستماع للاحتجاجات العارمة التي تملأ شوارع ومحافظات مصر.
وأضافت الصحيفة الإسرائيلية أنه على الرغم من الاشتباكات العنيفة التي اندلعت أمام القصر الرئاسى في القاهرة بين أنصار مرسي ومعارضيه، فإن مرسي لم يقدم أي تنازلات، واثقا من فوز الإسلاميين في استفتاء الدستور والانتخابات البرلمانية التي ستعقبه.
دعا وزير الخارجية الألماني غيدو فسترفيلي يوم الجمعة إلى وقف العنف في القاهرة حيث يهاجم انصار الرئيس محمد مرسي معارضوه، معتبرا ان «الثورة في مصر في خطر». ودعا الوزير الألماني الرئيس المصري إلى «تجسيد ندائه إلى الحوار برغبة عملية حقيقية للمناقشة».
انتقدت نافي بيلاي المفوضة السامية لحقوق الإنسان بالأمم المتحدة كلمة الرئيس محمد مرسي للشعب المصري. واصفة إياها بانها لم تحمل تقدما كبيرا على مستوى القضايا الجوهرية المتعلقة بالدستور. وأضافت أن عدم المشاركة الشاملة من مختلف الجهات الفاعلة بمصر في عملية صياغة الدستور هي مسالة تثير قلقا كبيرا ; مما ساهم في حالة الفوضى التي شهدتها مصر الأيام الماضية. وقالت أيضا لصحيفة الباييس الإسبانية أنه من الضروري أن توفر الحكومة المصرية الحماية لحقوق المتظاهرين والمطالبين بحرية التعبير والتجمعات السلمية وتمنع الاعتداء عليهم.
ووصفت الوضع في مصر بأنه «كارثة» وكان مرسي تفادى حدوث مصادمات دموية بين مؤيديه ومعارضيه في الأيام القليلة الماضية.
أعلن المصريون في كندا عن تنظيم ثلاث تظاهرات حاشدة في أكبر ثلاث ميادين بكندا وهم تورنتو ومونتريال والعاصمة الكندية أوتاوا للتضامن مع جمعة الإنذار الأخير، وثورة المصريين الثالثة أمام قصر الرئاسة بالاتحادية وميدان التحرير وميادين مصر. ومعترضين على ما أحداث موقعة الاتحادية.
أكد المتحدث باسم الخارجية الأمريكية مارك تونر أن مصر تشهد وقتا حرجا جدا والولايات المتحدة تريد أن يخرج الشعب المصري من ذلك ببنية ديمقراطية أقوى وعملية تحول سياسي ناجحة وشدد على دعوة الرئيس باراك أوباما للرئيس محمد مرسي بأنه على أنه بحاجة إلى التوضيح لمؤيديه أن استمرار أعمال العنف أمر غير مقبول، وأن واشنطن تتطلع إلى الحكومة المصرية لاحترام حرية التعبير السلمي والتجمع وممارسة ضبط النفس.
قال فيليب لاليو المتحدث الرسمي باسم وزارة الخارجية الفرنسية يوم الجمعة أن وزراء خارجية الاتحاد الأوروبي، سوف يبحث الاثنين المقبل خلال اجتماعات مجلسه ببروكسل تطورات الأوضاع في مصر.
دعا جي فيرهوفستدت رئيس التحالف الليبرالي الديمقراطي بالبرلمان الأوروبي، صاحب أكبر كتلة نيابية لدى البرلمان الأوروبي الاتحاد إلى إصدار بيان أكثر وضوحا فيما يتعلق بالوضع الراهن في مصر وعدم الاكتفاء بالتعبير عن القلق. وقال: «لا يمكن اختطاف الدستور من قبل أغلبية مؤقتة، وإرسال قوات لتخويف وجرح وقتل الناس هي كلها ممارسات فيها تكرار لأخطاء الماضي، مؤكدا وقوف البرلمان الأوروبي بحزم إلى جانب أولائك الذين يقاتلون حقا من أجل الحرية والديمقراطية».
قال نائب رئيس البرلمان الأوروبي إدوارد ماكميلان، إن الرئيس محمد مرسي، عاد بمصر لما كانت عليه في عصر مبارك، وربما لأسوأ من عهد مبارك أيضاً، وأضاف: «مبارك الديكتاتور لم يجرؤ في يوم من الأيام أن يقيد القضاء، ويمنعه من أداء العمل مثلما فعل مرسى[ ؟ ]، الذي ينحرف عن الطريق الديمقراطي الذي نادى ووعد به من قبل». قال «إنى مصدوم من حشد الإخوان تظاهرات مضادة ضد القوى المدنية، وما يقوم به الإخوان أعاد مصر لبداية الثورة، وأكد للمصريين أنهم على أبواب ثورة جديدة، خاصة في ظل الشعور العام بأن الثورة سرقت من أصحابها الأصليين لصالح جماعة الإخوان المسلمين، وبات للأحزاب المدنية أن تسترد حقها المسلوب من الإخوان، وهو أمر محزن أن تجد مصرياً في مواجهة اخوه المصرى، ومخيب للآمال أن تجد رئيساً ديمقراطياً لا يمارس أي نوع من أنواع الديمقراطية مع شعبه».
وقالت مجلة «إيكونوميست» البريطانية إن مصر، الدولة الأكبر من حيث عدد السكان والأثقل سياسيًا في الشرق الأوسط، «أصبحت على شفا حرب أهلية طويلة أو على أقل تقدير الانحدار إلى الديمقراطية المقنعة ليست بعيدة عن تلك التي تمت الإطاحة بها، ولكن هذه المرة بزي إسلامي». ورأت «إيكونوميست» أن قيام آلاف من الإخوان المسلمين بتلقي أوامر بفض اعتصام المحتجين العلمانيين، ما أسفر عن أسوأ اشتباكات شهدتها مصر منذ الثورة، يعطي فكرة عما يمكن أن يحدث لاحقًا.

### ردود الفعل المحلية

#### سياسيون
قال الدكتور محمد البرادعي، رئيس حزب الدستور في تغريدة له على تويتر «بعد العنف المفرط ضد التظاهر السلمى وقتل المتظاهرين تحت سمع وبصر الدولة، مات الإعلان الدستوري والاستفتاء إكلينيكيا، وفقد النظام كل شرعية».
أدان بشدة الدكتور عبد المنعم أبو الفتوح، رئيس حزب مصر القوية هجوم مؤيدي الرئيس محمد مرسي على المعارضين السلميين المعتصمين أمام قصر الاتحادية يوم الأربعاء مشيرًا إلى ان الدكتور محمد مرسي يتحمل مسئولية الدماء التي تراق أمام قصر الرئاسة. وقال في تغريدة له عبر حسابه على تويتر «دماء المصريين التي تراق الآن أمام قصر الرئاسة مسئولية الرئيس، واستبدال الأمن بمؤيدي الرئيس انهيار للدولة». وقال أنه لا يوجد أي تيار في مصر ضد الشريعة[ ؟ ] أو الإسلام، لأن جميع التيارات تعتز بالشريعة ولا تنكرها لأننا في دولة إسلامية ومن يقول بأن التيار المدني لا يعترف بها كما يشيع البعض بل يُعلي ويعز قيم الإسلام والشريعة[ ؟ ]، لافتا النظر إلى أن الشريعة[ ؟ ] لا يمكن أن تستخدم في أغراض سياسية، لأنها أسمى من أن تستخدم في ذلك لتحقيق مصالح شخصية أو دغدغة مشاعر وعواطف المواطنين، مشيرًا إلى أن الشريعة[ ؟ ] ليست بالصراخ في الميادين واستخدام ألفاظ لا يليق بها الإسلام كما فعل الإخوان في الأيام الماضية عندما يخرجون للتظاهر في الميادين، لافتًا النظر إلى أن ما حدث أمام الاتحادية جريمة من مكتب الإرشاد تستحق المحاسبة ولا يمكن أن تغتفر لأنهم لا يخروجون للميادين إلا بتعليمات من مكتب الإرشاد على حد قولة.
ولقد اتهم خالد علي، المرشح الرئاسى السابق، الشرطة بـ«التواطؤ» ضد المتظاهرين في الاشتباكات الدائرة أمام قصر الاتحادية، مؤكداً على استمرار الثورة حتى تحقيق أهدافها.
وقال في تغريدة على حسابه بموقع تويتر "في محيط الاتحادية الدم بلا ثمن، مليشيات إخوانية وشرطة متواطئة يطلقون القنابل والرصاص[ ؟ ] على ثوار يقاومون بالحجارة والهتاف.. الثورة مستمرة" 
وفي تغريدة أخرى كتب «الآن وليس غدا، على كل الثوار النزول للتظاهر أمام الاتحادية معتصمين بسلمية ثورتنا ومطالبنا العادلة عيش حرية عدالة اجتماعية».
قال سامح عاشور نقيب المحامين وعضو جبهة الإنقاذ الوطني[ ؟ ]: إن رئيس البلاد يتصرف بطريقة تقوض نظام الحكم.وأضاف في لقاء مع سكاي نيوز عربية: " إن عناد مرسي يسبق عناد مبارك، والوحيد الذي سيقوض شرعية رئيس الجمهورية هو رئيس الجمهورية، مشيرًا إلى أن مرسي يفقد شرعيته بالتدريج؛ وشرعيته على المحك، وبقدر استجابته تكون شرعيته.
ولقد دعت نوارة نجم الناشطة السياسية، من أمام قصر الاتحادية، الفتيات والسيدات بالثبات على موقفهم بالاعتصام، وحذرت المتظاهرين من تناقص عددهم أمام حشود الإخوان.
وقالت أن الرئيس مرسي يبعث رسائله للشعب المصري من خلال بلطجية الإخوان، مؤكدة أن التصعيد في المرحلة القادمة سيكون بالعصيان المدني لمواجهة استبداد جماعة الإخوان[ ؟ ] والهيمنة على جميع مؤسسات الدولة.
أعلن محمد أبو حامد عضو مجلس الشعب[ ؟ ] المنحل، إنه سيعلن الاعتصام المفتوح أمام الاتحادية، حتى تتحقق مطالب المتظاهرين. جاء ذلك في تغريدة له عبر حسابه الشخصي على «تويتر».
قال عمرو موسى، المرشح الرئاسي السابق، وعضو جبهة الإنقاذ الوطني[ ؟ ]، إنه ملتزم بقرار الجبهة الخاص بعدم المشاركة في الحوار الذي دعا له رئيس الجمهورية، السبت، لمناقشة الحلول المقترحة للأزمة الراهنة.وأكد أنه لن يشارك في الحوار، نافيا ما أثير عن انشقاقه عن الجبهة، وموافقته على حضور اجتماع الرئيس بممثلي القوى السياسية والمقرر له، ظهر السبت.
قال الدكتور حسن نافعة أستاذ العلوم السياسية بجامعة القاهرة، يوم الأحد: «لم تدرك الجماعة - في إشارة لجماعة الإخوان المسلمين - بعد أن مصر أكبر منها، حين تدرك هذا سيصبح العثور على مخارج تحقن الدماء وتفتح الطريق أمام التأسيس لنظام ديمقراطي حقيقي».
طالب الكاتب الصحفي، مصطفى بكري، عضو مجلس الشعب[ ؟ ] السابق، القوات المسلحة بالتصدي لـ«بلطجة الإخوان المسلمين»، وقال إن بيان القوات المسلحة بشأن المظاهرات المطالبة بإلغاء الإعلان الدستوري وتأجيل الاستفتاء «أشعرنا بالطمأنينة».
وقال الأمين العام للحزب المصري الاشتراكي أحمد بهاء الدين شعبان في شهادة من ميدان التحرير، إن "الميدان يجري به الآن مهزلة تقودها بلطجية الإخوان المسلمين وميلشيات الجماعة".

#### مفكرون
قال الأديب والروائي الدكتور علاء الأسوانى، إن يدى الرئيس مرسي أصبحتا ملطختين بالدماء، وأضاف في تدوينة له عبر موقع التواصل الاجتماعى فيس بوك، أن مصر أصبحت اليوم بلا رئيس شرعى ففى السلطة اليوم شخص انتخبه المصريون كرئيس ثم اكتشفوا أنه مرؤوس للمرشد وأنه ديكتاتور دموي.
وقال أيضا على تويتر (تم ابتزازنا بفزاعة الإخوان على مدى ثلاثين عاما لتبرير استبداد مبارك، ها هم الإخوان في الحكم وقد بدت بشاعتهم وسيسقطهم الشعب كما أسقط مبارك).
قال الدكتور عمرو حمزاوي أستاذ العلوم السياسية، «إن عناد الرئيس مرسي وضع الشارع المصري أمام حرب شوارع ومليشيات عنيفة يقوم بها الإخوان المسلمين التي تريد ردع المعارضين للإعلان الدستوري والدستور الجديد بأي طريقة، لتمكين حكمها وإحكام سيطرتها على جميع مؤسسات الدولة دون مشاركة أي قوة وطنية أخرى معهم»، مشيرًا إلى أن الرئيس يتحمل المسئولية الجنائية والسياسية لما يحدث في مصر الآن.
قال الناشط السياسي المهندس ممدوح حمزة، إن ما جرى أمام الاتحادية يكشف أسلوب وطريقة تعامل الإخوان مع المعارضة، والتي تجرى برعاية أمريكا[ ؟ ] وقطر وتركيا وحماس قائلا: «ظهر الحق وسيذهب الباطل وظهر من هو الطرف الثالث». وأضاف حمزة عبر في تغريدة عبر موقع التواصل الاجتماعى «تويتر»: ما يجرى أمام الاتحادية هو نموذج عملي لكيف يتعامل وسيتعامل الإخوان مع المعارضة «بالضرب والعنف والعض والخرطوش ورأينا سابقاً الرصاص الحي».
وقال الروائي بهاء طاهر في حديث مع جريدة المصري اليوم: إن مرسي يخوض حرباً ضد الشعب. ووصف المشهد حول قصر الاتحادية بأنة مشهد مرعب ومخيف ينذر بعواقب وخيمة على مستقبل هذا البلد مادام المتحكم فيه من العناصر التي تتخذ من العنف والقتل منهجاً.. كارثة وقال علينا أن نعقد مقارنة بين المظاهرة والمسيرة الحضارية العظيمة التي خرجت من التحرير نحو الاتحادية والتي لم يخرج فيها هتاف دموي، وبين المظاهرات المؤيدة لمرسى وهتافاتها «قتلانا في الجنة وقتلاكم في النار» و«يا مرسي ادينا إشارة نجيبهوملك في شكارة»، العنف يبدأ بالكلام وكل الكوارث اللى احنا فيها هي دي نتيجتها. وانتقد كذلك صمت الرئيس حول الأحداث لأنه ليس له مبرر وليس له تفسير فلن يضره شيء لو خرج على الناس وأوضح موقفه إزاء ما يحدث، وليهدئ الوضع المحتقن في الشارع.
طالب المخرج خالد يوسف مساء يوم الجمعة من المتظاهرين المتواجدين أمام قصر الاتحادية الاعتصام أمام القصر حتى يتم إسقاط النظام. وأضاف في كلمة له عبر مكبرات الأصوات التي تحملها سيارة أمام بوابة رقم 3 بقصر الاتحادية، «إحنا معتصمين حتى يسقط النظام، والعدد بتاعنا كبير محدش يقدر يعتدي علينا، وأن اللى بيقول أن الإخوان جيين على هنا دى إشاعة عشان يخوفونا».

#### إعلاميون
ولقد أعلن الإعلامي عصام الأمير، استقالته رسميا من رئاسة التليفزيون المصري، وذلك احتجاجا على الطريقة التي تدار بها البلاد في أعقاب الأحداث الدامية التي تشهدها أسوار قصر الرياسة في مصر الجديدة والمجازر التي تقوم بها ميليشيات جماعة الإخوان المسلمين ضد المعتصمين السلميين.
ذكرت صحيفة السياسة انة قد شن الآلاف من مؤيدي جماعة الإخوان المسلمين في مصر، مساء الأربعاء، هجوماً واسعاً على المتظاهرين المعارضين الذين كانوا يعتصمون منذ مساء أول من أمس، أمام قصر الاتحادية الرئاسي، بعد تظاهرة حاشدة بمشاركة عشرات الآلاف، للمطالبة بسقوط الديكتاتورية الجديدة ورحيل النظام والرئيس محمد مرسي. واستجاب آلاف الإسلاميين لدعوة جماعة «الاخوان المسلمين»، فتظاهروا وهتفوا «الشعب يريد تنظيف الميدان» من متظاهري المعارضة و«مرسي يملك الشرعية». ووقعت صدامات عنيفة بالحجارة وقنابل المولوتوف بين بلطجية «الاخوان» وبين المتظاهرين المعارضين الذين كانوا يحاصرون القصر الرئاسي منذ أول من أمس، رفضاً للإعلان الدستوري الأخير الذي اصدره مرسي في 22 نوفمبر الماضي، وللدعوة إلى الاستفتاء على مشروع الدستور الجديد المفصل على قياس الإسلاميين. وعمد «بلطجية الإخوان» إلى الاعتداء على المتظاهرين بالضرب، كما أزالوا بالقوة عشرات خيام الاعتصام التي كانت منصوبة أمام قصر الاتحادية في ضاحية مصر الجديدة بالقاهرة، وسيطروا على المناطق المحيطة به، وسط غياب تام لقوات الأمن والشرطة.وقطع المتظاهرون المؤيدون للرئيس بعض الطرقات وهم يهتفون: «مش بنخاف مش بنطاطي..إحنا كرهنا الصوت الواطي، يلا يا مرسي اضرب تاني».

#### مؤسسات
ولقد أعلن عدد 204 دبلوماسيا بوزارة الخارجية المصرية في صباح يوم الخميس 6 ديسمبر رفضهم إشراف وزارة الخارجية على استفتاء المصريين في الخارج على مشروع الدستور الجديد والمقرر، يوم السبت، ويستمر لمدة 4 أيام في حوالي 137 سفارة و11 قنصلية مصرية عامة في الخارج. وقال الدبلوماسيون في بيان أصدروه «نحن الموقعين أدناه من أعضاء السلك الدبلوماسي والقنصلي آلينا على أنفسنا خدمة وطننا بحيادية تامة دون انحياز، بما يحقق مصالحه ويذود عنه في جميع مواقع المسؤولية التي نتبوأها، واتساقًا مع مبادئنا وولائنا لوطننا، ندين كل يد آثمة شاركت بشكل مباشر أو غير مباشر في الأحداث الدامية التي وقعت الأربعاء، ونعلن رفضنا إشراف وزارة الخارجية على استفتاء المصريين في الخارج على مشروع دستور تراق بسببه دماء المصريين».
ولقد ارتفع عدد الدبلوماسيين الرافضين للإشراف على أعمال الاستفتاء المقرر بدء التصويت عليه الأربعاء القادم إلى قرابة 270 دبلوماسي بدرجات وزير مفوض وسفراء دبلوماسيين بدرجة وزير مفوض وعشرات المستشارين والملاحق وسكرتارية السلك الدبلوماسي الأول والثاني والثالث، وأعضاء السلك الدبلوماسي بوزارة الخارجية اعتراضا على الإشراف على الاستفتاء على الدستور الجديد.
ولقد تفاقمت حالة من السخط والتذمر داخل أروقة وزارة الداخلية المصرية، خاصة بين أوساط ضباط من الرتب المتوسطة والعليا، في أعقاب نفى قيادات أمنية رفيعة أمس الأول علمها بمصير العشرات من معارضى الرئيس بعد إلقاء مؤيديه القبض عليهم في محيط قصر الاتحادية والاعتداء عليهم بالسحل والتعذيب، كما ظهر في فيديوهات كثيرة، بثّتها مواقع التواصل الاجتماعي وعرضتها شاشات فضائية.
ولقد وصف حزب التجمع اعتداء أنصار الرئيس محمد مرسي أمام قصر الاتحادية على المعتصمين سلمياً أمام القصر، بالجريمة الجنائية المتكاملة الأركان وتستحق العقاب.
ولقد عبرت د.عايدة سيف الدولة أحد مؤسسى مركز النديم الحقوقي بكلمة إجرام في تعليقها على الفيديو الذي نشرتة شبكة «رصد»، ونشرته تحت عنوان «اعترافات المشتبه بهم أمام قصر الاتحادية»، مشيرة إلى أن الكلمة إجرام تنطوي على مَن يسأل المتهمين، ومن احتجزهم، وكذلك على الشرطة التي تقف دون تدخُل، بينما شبَّهت المشهد بالكامل بأنه معسكر اعتقالوذكرت ان أكثر ما يحزنها هو إشارة رئيس الجمهورية في خطابه إلى القبض على المتسببين في الأحداث وتقديمهم إلى العدالة، في الوقت الذي لم يكن أياً منهم قد عُرض على النيابة فعلياً، «ده يفسر أن الدكتور مرسي عنده النيابة الخاصة به وإن خطابه كان موجهاً لشعب جمهورية الإخوان المستقلة»، قبل أن تقول: «إن أجلاً أو عاجلاً، هذا الأمر لن يمر على خير، دي كرامة ناس بتهدر على الأرض».
اجتمعت بعض القوى الثورية بالوادي الجديد، مساء يوم الجمعة والمتمثلة في أمانة حزب مصر الحديثة وممثلي أحزاب الدستور والمصري الديمقراطي والتيار الشعبي وممثلى حركة 6 أبريل وكلنا خالد سعيد، وذلك بمقر حزب مصر الحديثة بمركز الخارجة. ووقع أمناء الأحزاب وممثلو الحركات الثورية على بيان مشترك، حيث أدان ممثلو الأحزاب والحركات الثورية أحداث الاتحادية وحذروا القيادة السياسية من «مخاطر انزلاق مصر في المواجهات المسلحة»، وحملوا القائمين على النظام «مسؤولية إراقة دماء الشعب المصري، وكذلك انشقاق الصفوف بين جموع الشعب المصري»،

قال هلال عبد الحميد عضو المكتب السياسي بالحزب المصري الديمقراطي الاجتماعي، إن الرئيس مرسي بإصراره على الإعلان الدستوري، وطرح دستوره الباطل للتصويت «كمن يضع في رقابنا المشنقة ويكمم أفواهنا ثم يدعونا للتفاوض وإذا حاولنا أن نقول له ارفع الكمامات والمشنقة من رقابنا لكي نتحاور يرفض وضع شروط للتفاوض».
أعلن حزب مصر القوية الذي يتزعمه المرشح الرئاسي السابق الدكتور عبد المنعم أبو الفتوح مقاطعته لجلسة الحوار الوطني التي دعا إليها رئيس الجمهورية الدكتور محمد مرسي والمقرر عقدها صباح السبت بمقر القصر الرئاسي.
أدان المجلس القومي للمرأة الانتهاكات التي تعرضت لها نساء مصر في المظاهرات السلمية الأخيرة. وأكدت السفيرة ميرفت التلاوي في بيان لها اليوم أن المجلس القومي للمرأة سيقوم بخطوات قانونية تجاه ما تعرضت له المرأة المصرية التي خرجت للتعبير عن رأيها بأعداد كبيرة، للمشاركة في المجال السياسي الذي لاقت من خلاله انتهاكات لم تشهدها ولم تتعرض لها من قبل على يد جماعة الإخوان المسلمين. وتابعت:«سيتوجه فريق من المجلس لزيارة السيدات والفتيات ومتابعة حالاتهن الصحية وتلبية مطالبهن».
ولقد أدانت الجبهة الحرة للتغيير السلمي ما أسمته بعودة ميليشيات النظام الخاص لجماعة الإخوان المسلمين، ومحاولته شغل مكان الأمن المركزي. وانتقدت الجبهة، في بيان لها، ما أسمته بتواطؤ مكتب إرشاد جماعة الإخوان المسلمين مع المجلس العسكري، وعقد صفقة معه لكي يكونوا ظهيرًا سياسيًا لآلة القمع العسكرية عبر استغلال شباب الإخوان الأشقاء بموقعة الجمل، في مواجهات دامية مع الشعب وشباب الثورة.
ولقد تقدم الدكتور عبد الخالق فاروق، عضو المجلس القومي لحقوق الإنسان، باستقالته، الأحد، والدكتور إيهاب الخراط، والدكتور أحمد حرارة، والدكتور حنا جريس، باستقالاتهم، مساء السبت، من عضوية «المجلس»، احتجاجًا على أداء «القومي لحقوق الإنسان» ومواقفه تجاه الأحداث الاتحادية الراهنة، ليرتفع عدد الاستقالات إلى 8 من إجمالي 27 عضوًا، بعد أن استقال قبلهم أحمد سيف الإسلام، ووائل خليل، ومحمد زارع، وعبد الغفار شكر، الأسبوع الماضي.

## الضحايا

### الأعداد
حتى صبيحة يوم  ديسمبر و2012 حفيد بوصول صيلة القتلى إلى خمسة قتلى من صفوف المعتصمين وما لا يقل عن 446 مصاب بإصابات مختلفة

أورتفعت حصيلة المصابين إلى 644 مصاب. ولقد زادت حصيلة القتلى إلى ستة أشخاص بعد إعلان وفاة الصحفي الحسيني مصور جريدة الفجر.

### أسماءهم
طبقا للمتحدث الرسمى بأسم وزارة الصحة المصرية صباح يوم الخميس الموافق السادس من ديسمبر أفاد بأن أسماء الضحايا حتى الآن.
1. محمود محمد إبراهيم أحمد - من الإخوان المسلمين - من الشرقية - (35 سنة [58])[59] وصل جثة هامدة إلى استقبال مستشفى هليوبوليس.[60]
2. محمد ممدوح الحسينى - من الإخوان المسلمين - من التجمع الخامس - (30 سنة) ووصل جثة هامدة إلى استقبال مستشفى هليوبوليس قتل بعيار ناري وكان يتظاهر سلميا حسب رواية أهله.[6]
3. عبد الله عبد الحميد نصار - من الإخوان المسلمين - من المنصورة[ ؟ ] - ووصل جثة هامدة إلى استقبال مستشفى هليوبوليس.[61]
4. ياسر محمد إبراهيم - من الإخوان المسلمين - من السويس.[61]
5. خالد طه أبو زيد - من الإخوان المسلمين - من الغربية[ ؟ ] - [61]
6. علاء توفيق - من الإخوان المسلمين - من الشرابية - [61]
7. محمد خلاف عيسى - من الإخوان المسلمين - من التجمع الخامس - (35 سنة [62]) ووصل جثة هامدة إلى استقبال مستشفى هليوبوليس قتل بطلق ناري وهو يتظاهر سلميا .[63]
8. هاني محمد سيد الإمام - من الإخوان المسلمين - (32 سنة) ووصل إلى مستشفى منشية البكرى جثة هامدة.
9. محمد محمد السنوسي علي (22 سنة) - من الوايلي - جراء إصابته بطلق ناري في الصدر اخترق الكبد والوريد الأجوف السفلي وأصيب بنزيف داخلي، مشيرا إلى أنه عند إجراء عمليات الفحص والاستكشاف له لفظ أنفاسه الأخيرة.[64] ولقد رفض شقيقة رضا السنوسى طلب الأخوان بضم شقيقة إلى ما سماهم ((قتلاهم)) وحمل الرئيس محمد مرسي المسئولية.[65]
10. الحسينى أبو ضيف - صحفى بجريدة الفجر - ذكر انه توفى إكلينيكيا بعد ساعات من إصابته بطلق نارى وطلق خرطوش بالمخ خلال تغطيته للاشتباكات الدائرة بمحيط قصر الاتحادية والتي تسببت له في تهتك شديد بالمخ.[66] ولقد أكد الأطباء المعالجون داخل مستشفى الزهراء الجامعى أنه يعانى من مشكلة في التنفس، وفي حالة انتظام التنفس سيتم إدخاله غرفة العمليات، مؤكدين أن حالته حرجة للغاية. وقال شقيق أبو ضيف: أن الإخوان اغتالوا شقيقى بعد أن صور اعتداء ميليشياتهم على المتظاهرين.[67]
11. محمد سعيد عبد السلام - من الإخوان المسلمين - من منوف بمحافظة المنوفية كان قد أصيب بطلق ناري في الاشتباكات، وتم نقله إلى مستشفي الزهراء بالمعادي، ولفظ أنفاسه الأخيرة صباح يوم الأحد التاسع من ديسمبر.[61]#